# Prva crnogorska fudbalska liga 2013-2014
La Prva crnogorska fudbalska liga 2013-2014 (prima lega calcistica montenegrina 2013-2014), conosciuta anche come T-Com 1.CFL 2013-2014 per ragioni di sponsorizzazione, è stata la 10ª edizione di questa competizione, la 8ª come prima divisione del Montenegro indipendente. La vittoria finale è stata appannaggio del Sutjeska, al suo 2º titolo.
Capocannoniere del torneo fu Stefan Mugoša (Mladost Podgorica), con 14 reti.

## Novità
Lo Jedinstvo Bijelo Polje è retrocesso in seconda divisione dopo aver concluso la stagione 2012-2013 all'ultimo posto. Al suo posto, è stato promosso il Dečić, vincitore della seconda divisione.

## Formula
In stagione le squadre partecipanti furono 12 : 11 che mantennero la categoria dalla stagione precedente e 1 promossa dalla seconda divisione.
Le 12 squadre disputarono un girone andata-ritorno; al termine delle 22 giornate ne disputarono ancora 11 secondo uno schema prefissato (totale 33 giornate), al termine di queste l'ultima fu retrocessa, mentre la penultima e la terzultima disputarono i play-out contro la seconda e terza classificata della Druga crnogorska fudbalska liga 2013-2014.
Le squadre qualificate alle coppe europee furono quattro: La squadra campione si qualificò alla UEFA Champions League 2014-2015, la seconda e la terza alla UEFA Europa League 2014-2015. La squadra vincitrice della coppa del Montenegro fu anch'essa qualificata alla UEFA Europa League.

## Squadre
| Club              | Città        | Stadio                  | Posizione 2012-2013     |
| ----------------- | ------------ | ----------------------- | ----------------------- |
| Budućnost         | Podgorica    | Stadio pod Goricom      | 2º posto                |
| Čelik Nikšić      | Nikšić       | Stadion Željezare       | 3º posto                |
| Dečić             | Tuzi         | Stadion Tuško Polje     | 1° in seconda divisione |
| Grbalj            | Radanovići   | Stadion u Radanovićima  | 4º posto                |
| Lovćen            | Cettigne     | Stadion Obilića Poljana | 9º posto                |
| Mladost Podgorica | Podgorica    | Stadion Cvijetni Brijeg | 6º posto                |
| Mogren            | Budua        | Stadion Lugovi          | 10º posto               |
| Mornar            | Antivari     | Stadion Topolica        | 11º posto               |
| Petrovac          | Castellastua | Stadion pod Malim brdom | 7º posto                |
| Rudar Pljevlja    | Pljevlja     | Gradski Stadion         | 5º posto                |
| Sutjeska          | Nikšić       | Stadion kraj Bistrice   | Campione del Montenegro |
| Zeta              | Golubovci    | Stadion Trešnjica       | 8º posto                |

## Classifica
|       | Pos. | Squadra           | Pt | G  | V  | N  | P  | GF | GS | DR  |
| ----- | ---- | ----------------- | -- | -- | -- | -- | -- | -- | -- | --- |
|       | 1.   | Sutjeska          | 63 | 33 | 17 | 12 | 4  | 46 | 21 | +25 |
| [ 2 ] | 2.   | Lovćen            | 59 | 33 | 17 | 8  | 8  | 52 | 31 | +21 |
|       | 3.   | Čelik Nikšić      | 54 | 33 | 15 | 9  | 9  | 47 | 28 | +19 |
|       | 4.   | Budućnost         | 54 | 33 | 16 | 6  | 11 | 36 | 26 | +10 |
|       | 5.   | Petrovac          | 46 | 33 | 11 | 13 | 9  | 37 | 31 | +6  |
|       | 6.   | Rudar Pljevlja    | 42 | 33 | 11 | 9  | 13 | 32 | 31 | +1  |
|       | 7.   | Grbalj (−3)       | 40 | 33 | 11 | 10 | 12 | 36 | 40 | −4  |
|       | 8.   | Zeta              | 40 | 33 | 12 | 4  | 17 | 39 | 57 | −18 |
|       | 9.   | Mladost Podgorica | 39 | 33 | 11 | 6  | 16 | 38 | 46 | −8  |
|       | 10.  | Mogren (−3)       | 39 | 33 | 11 | 9  | 13 | 45 | 56 | −11 |
|       | 11.  | Mornar            | 36 | 33 | 9  | 9  | 15 | 35 | 47 | −12 |
|       | 12.  | Dečić             | 24 | 33 | 5  | 9  | 19 | 32 | 61 | −29 |

Legenda:
      Campione di Montenegro e ammessa alla UEFA Champions League 2014-2015.
      Ammesse alla UEFA Europa League 2014-2015.
  Partecipa ai play-out.
      Retrocesse in Druga crnogorska fudbalska liga 2014-2015.
Regolamento:
Tre punti a vittoria, uno a pareggio, zero a sconfitta.
Note:
Grbalj e Mogren penalizzate di 3 punti ciascuna poiché le loro squadre cadetti (gli juniores) non si sono presentate, ad una gara nel proprio campionato, senza giusta causa. Da regolamento della FSCG, in questo caso vengono dati 3 punti di penalizzazione alla squadra maggiore ed 1 alla squadra cadetti.

### Classifica avulsa
Per determinare la nona e la decima classificata (quest'ultima destinata ai play-out) si è utilizzata la classifica avulsa, in questo caso gli scontri diretti:
|  | Pos. | Squadra           | Pt | G | V | N | P | GF | GS | DR |
|  | ---- | ----------------- | -- | - | - | - | - | -- | -- | -- |
|  | 9.   | Mladost Podgorica | 5  | 3 | 1 | 2 | 0 | 4  | 3  | +1 |
|  | 10.  | Mogren            | 2  | 3 | 0 | 2 | 1 | 3  | 4  | −1 |

## Risultati
|           | Bud     | Čel     | Deč     | Grb     | Lov     | Mla     | Mog     | Mor     | Pet     | Rud     | Sut     | Zet     |
| --------- | ------- | ------- | ------- | ------- | ------- | ------- | ------- | ------- | ------- | ------- | ------- | ------- |
| Budućnost |         | 2-0     | 2-0 3-1 | 0-0 2-1 | 2-1 1-0 | 1-1     | 2-0 0-2 | 1-2     | 1-2 1-0 | 0-1     | 0-0     | 2-0 0-1 |
| Čelik     | 2-1 1-0 |         | 1-1 5-1 | 1-0     | 0-1     | 3-1 0-1 | 4-2     | 3-0 2-0 | 0-0     | 2-1 1-1 | 0-0     | 2-0     |
| Dečić     | 0-2     | 2-2     |         | 3-0 0-1 | 0-0     | 0-1 2-1 | 1-1 2-0 | 2-0     | 1-1     | 1-0 1-2 | 0-1     | 1-1 3-4 |
| Grbalj    | 0-1     | 1-0     | 3-1     |         | 0-0     | 3-0 1-3 | 0-1     | 0-0     | 2-2 1-1 | 1-3     | 2-2 1-1 | 2-0 3-1 |
| Lovćen    | 2-0     | 0-2 1-1 | 1-1 4-2 | 4-0 3-2 |         | 1-0     | 1-3 1-2 | 1-2     | 0-1 2-1 | 2-1     | 3-0     | 4-1 4-0 |
| Mladost   | 1-2 1-3 | 0-1     | 3-0     | 1-1     | 0-2 2-4 |         | 0-0 3-2 | 2-0 2-1 | 1-2     | 2-1 0-0 | 4-1     | 2-1     |
| Mogren    | 1-0     | 1-1 3-2 | 3-1     | 3-1     | 2-3     | 1-1     |         | 2-2     | 0-0 1-1 | 0-1     | 0-3 0-2 | 4-3 1-0 |
| Mornar    | 1-1 0-0 | 2-1     | 2-0 2-1 | 1-2 0-1 | 0-1 1-1 | 4-2     | 3-0 2-2 |         | 0-2     | 0-0     | 0-1     | 4-0 2-1 |
| Petrovac  | 1-3     | 1-0 1-2 | 0-0 3-0 | 1-1     | 1-1     | 1-1 1-2 | 2-0     | 0-0 1-0 |         | 0-0 3-0 | 2-2 0-1 | 1-2     |
| Rudar     | 1-0 2-0 | 1-2     | 2-1     | 1-0 1-1 | 1-2 0-1 | 2-0     | 1-1 2-1 | 1-1 4-0 | 0-1     |         | 0-1     | 0-1     |
| Sutjeska  | 1-1 0-1 | 1-0     | 4-1 4-0 | 0-1     | 0-0 1-1 | 2-0 1-0 | 5-1     | 2-0 3-1 | 2-0     | 2-2 0-0 |         | 1-0     |
| Zeta      | 0-1     | 1-1 0-5 | 2-2     | 0-2     | 1-0     | 1-0     | 5-2     | 5-2     | 3-2 1-2 | 2-0 1-0 | 0-2 0-0 |         |

## Spareggi
Mornar e Mogren (penultimo e terzultimo in prima divisione) sfidano Berane e Jezero (secondo e terzo in seconda divisione) per due posti in Prva crnogorska fudbalska liga 2014-2015.
| Squadra 1                           | Totale | Squadra 2 | Andata     | Ritorno    |
| ----------------------------------- | ------ | --------- | ---------- | ---------- |
|                                     |        |           | 04.06.2014 | 08.06.2014 |
| Jezero                              | 1 – 6  | Mogren    | 1 – 2      | 0 – 4      |
| Mornar                              | 1 – 2  | Berane    | 1 – 0      | 0 – 2      |
| Berane promosso, Mornar retrocesso. |        |           |            |            |

## Marcatori
| Gol |  |  | Giocatore          | Squadra           |
| --- |  |  | ------------------ | ----------------- |
| 15  |  |  | Stefan Mugoša      | Mladost Podgorica |
| 11  |  |  | Petar Orlandić     | Zeta              |
| 10  |  |  | Aleksandar Vujačić | Budućnost         |
| 10  |  |  | Vule Vujačić       | Mornar            |
| 10  |  |  | Darko Zorić        | Čelik Nikšić      |
| 9   |  |  | Milan Đurišić      | Mogren            |
| 8   |  |  | Ivan Ivanović      | Čelik Nikšić      |
| 8   |  |  | Branislav Janković | Grbalj            |
| 8   |  |  | Srdjan Radonjić    | Sutjeska          |
| 8   |  |  | Luka Rotković      | Mornar            |
| 8   |  |  | Marko Đurović      | Mogren            |